# Pierre André Victor Leydet
Pierre André Victor Leydet, né le 2 janvier 1893 à Dreux et mort le 4 avril 1945 à Nordhausen en Allemagne, est un promoteur de la cause de l'aviation civile dans le Nivernais au tournant des années 1930 et un résistant français mort en déportation. 

## Biographie
Pierre Leydet est le fils de Joseph Leydet, procureur de la République à Dreux puis à Paris. 
En 1907-1911, il est élève au Lycée Louis-le-Grand à Paris.
Le 27 octobre 1913, il se porte engagé volontaire pour trois ans et termine la guerre comme maréchal de logis observateur en avion,. 
En 1924, il épouse Odette Comte à Nevers.
De 1927 à 1933, il est président de la Banque centrale du Nivernais et de l'aéroclub de Nevers . À Nevers, il crée une école de mécaniciens d'aviation en 1928, un aérodrome en 1930, une base d'hydravions et un centre de pilotage et de tourisme aérien en 1931 et enfin une section de vol à voile en 1932. Sa propagande en faveur de la cause de l'aéronautique lui vaut d'être admis comme chevalier dans l'Ordre de la Légion d'honneur en 1933.
En juillet 1932, il se porte au secours de l'aviatrice Hélène Boucher dont l'avion, victime d'ennuis mécaniques lors de la course Cannes-Deauville, s'est écrasé dans les arbres près de Prémery,.
Rappelé en service en 1939 dans le cadre navigant de l'Armée de l'air, il s'engage dans la Résistance ; il est capturé et déporté par les Allemands.
Il meurt le 4 avril 1945 au camp de concentration de Dora (Allemagne).

## Décorations
- 1915 : Croix de guerre[10].
- 1933 : Chevalier de la Légion d'Honneur[10].